# Место действия (фильм)
«Место действия» — советский двухсерийный художественный фильм-мелодрама, поставленный на Киностудии «Ленфильм» в 1983 году режиссёром Анатолием Граником по мотивам одноименного романа Александра Проханова.
Премьера фильма состоялась 17 декабря 1983 года.

## Сюжет
Главный герой фильма — Пётр Константинович Пушкарёв, который работает в должности директора нефтехимического комбината. Комбинат возводится в сибирском городе Ядринске, и у директора появляется множество проблем.

## В ролях
- Александр Парра — Пётр Константинович Пушкарёв
- Иван Краско — Игнат Степанович Шиян, секретарь обкома партии
- Виктор Михайлов — Алёша Кунгурцев, художник
- Василий Корзун — Василий Иванович Поливанов, председатель исполкома
- Сергей Паршин — Бесфамильный
- Елена Шанина — Маша, актриса, жена Алексея
- Петр Шелохонов — Иван Гаврилович Рябов, секретарь горкома партии
- Эрнст Романов — Егор Данилович Луконин
- Игорь Ефимов — Хромов, управляющий трестом
- Александр Демьяненко — Закржевский, режиссёр театра
- Наталья Четверикова — Наташа Светозарова, актриса
- Гелена Ивлиева — Черных, зав. отделом культуры
- Нина Мазаева — мать Алексея
- Александр Блок — Елагин
- Алексей Булдаков — начальник милиции микрорайона, майор
- Игорь Комаров — Александр Корнеев, редактор газеты
- Валерий Кузин — Николай Владимирович Миронов (в титрах — Александр Кузин)
- Валерий Исаев — Янпольский, заместитель Пушкарёва
- Ростислав Катанский — Марчук
- Марина Крутикова — секретарша
- Марина Юрасова — член худсовета

## Съёмочная группа
- Автор сценария — Рудольф Тюрин
  - По мотивам одноимённого романа Александра Проханова
- Режиссёр-постановщик — Анатолий Граник
- Оператор-постановщик — Виктор Карасёв
- Художник-постановщик — Валерий Юркевич
- Композитор — Надежда Симонян
- Звукооператор — Ирина Черняховская
- Режиссёры — Борис Павлов-Сильванский, А. Гиндина
- Оператор — В. Фёдоров
- Монтаж — Елены Верещагиной
- Редактор — Юрий Холин
- Консультант — А. Черных
- Художники:
  - по костюмам — Марина Кайшаури
  - по гриму — Г. Вдовиченко
  - по декорациям — Т. Воронкова, Г. Савельев
- Ассистенты:
  - режиссёра — Л. Тишакова, О. Багирова, В. Дубровская
  - оператора — В. Коган
  - монтажёра — Н. Шевчук
- Административная группа — В. Новиков, Г. Ольхина, С. Ионова
- Инструментальный ансамбль
  - Дирижёр — Владимир Рылов
- Директор картины — Виктор Бородин